# Chiller
Chiller — игра для аркадных автоматов в жанре шутера со световым пистолетом, разработанная и изданная компанией Exidy в 1986 году. В 1990 году вышел нелицензионный порт игры на NES, дистрибьюцией которого занимались American Game Cartridges (в США) и Home Entertainment Suppliers (в Австралии). Портированная версия поддерживала стандартный контроллер NES и NES Zapper.
Игрок берет на себя роль палача, который должен калечить и убивать связанных неигровых персонажей в различных подземельях. Персонажи не могут атаковать главного героя, и задача игрока сводится к тому, чтобы убить их как можно быстрее.

## Игровой процесс

Камера пыток в игре.

В игре четыре основных уровня: камера пыток, комната подвешанных, коридор дома с привидениями и кладбище. На каждом уровне спрятано 8 талисманов; если игрок найдёт все 32, он попадёт на бонусный последний уровень — учебное стрельбище со стрельбой по постоянно ускоряющимся мишеням. Между уровнями игрок может сыграть в слот-машину, победа в которой принесёт бонусные очки.
На первых двух уровнях находятся закованные в средневековые машины для пыток неигровые персонажи, которых игрок должен убить в кратчайшие сроки. Хотя их возможно просто застрелить из пистолета, этот способ будет неэффективным, поскольку выстрелы отрывают куски плоти, но оставляют жертв живыми. Оптимальный способ — найти, как активировать машины, что приведёт к более быстрой и кровавой смерти персонажей.
Начиная с третьего уровня, игра превращается в традиционный шутер, в котором игрок должен убивать паранормальных существ вроде зомби, призраков и мумий. Противники не атакуют персонажа игрока.
В неофициальной версии для NES уровни идут в обратном порядке: игра начинается с более мягких уровней и заканчивается пыточными камерами. Кроме того, в мануале к игре пытаемые NPC описываются как «монстры», а не «люди». Версия для NES поддерживала одновременный ввод со стандартного контроллера NES и NES Zapper; таким образом, игру могли совместно проходить два игрока.
Прохождение игры занимает порядка 10 минут.

## Критика
Кристофер Эрхардт из Nintendojo оценил Chiller в 0,1 балл из 10, описав её как «однозначно худшую игру из тысяч проектов, в которые мне довелось поиграть». Единственным плюсом Кристофер назвал хорошую совместимость с NES Zapper. Пэт Контри в книге «Ultimate Nintendo: Guide to the NES Library 1985—1995» поставил Chiller одну звезду из пяти, назвав её «олицетворением игры, созданной с единственной целью — шокировать, и мало что имеющей за этим».
Игра не снискала коммерческого успеха в США, поскольку владельцы аркадных залов отказались её покупать, однако успешно продавалась в странах третьего мира.